# Wangcao (köpinghuvudort i Kina, Guizhou Sheng, lat 28,12, long 107,27)
Wangcao (kinesiska: 旺草, 旺草镇) är en köpinghuvudort i Kina. Den ligger i provinsen Guizhou, i den sydvästra delen av landet, omkring 170 kilometer norr om provinshuvudstaden Guiyang. Antalet invånare är 42 848. Befolkningen består av 21 233 kvinnor och 21 615 män. Barn under 15 år utgör 29,0 %, vuxna 15-64 år 60 %, och äldre över 65 år 10,0 %.